# Scolecithricella pearsoni
Scolecithricella pearsoni is een eenoogkreeftjessoort uit de familie van de Scolecitrichidae. De wetenschappelijke naam van de soort is voor het eerst geldig gepubliceerd in 1914 door Sewell.